# Salvia orthostachys
La retama, amargoso o amarguera (Salvia orthostachys) es una planta herbácea, de la familia de las lamiáceas, que se ha encontrado en las montañas del departamento de Norte de Santander, Santander y Boyacá, en la cordillera oriental de los Andes de Colombia, entre los 1.300 y 2.600 m de altitud.

## Descripción
Mide 1 a 1,5 m de altura. El tallo es ramificado en las zonas superior. Las hojas son triangulares a aovadas, de 7 a 9 por 5 a 8 cm, en S. o. orthostachys,  triangulares a acorazonadas, de 4,5 a 8 por 4 a 7 cm, en S. o. soatensis; con haz verde, con pelos dispersos, y envés con glándulas sésiles. Pecíolo de 0,3 a 3,5 cm. Indumento (por debajo de la inflorescencia) corto en S. o. orthostachys, y largo en S. o. soatensis. Inflorescencia terminal de 25 a 35 cm, con racimos, cada uno con 20 a 30 flores y a 1,5 cm de distancia; presenta brácteas rojizas, oval lanceoladas, de 3 a 4 mm de longitud; cáliz rojizo; corola color rojo intenso, de 12 a 14 mm de longitud por 3 a 3,8 mm de diámetro.

## Taxonomía
Salvia orthostachys fue descrita por Carl Clawson Epling y publicado en  Repertorium Specierum Novarum Regni Vegetabilis, Beihefte 85: 110. 1936.
Etimología
Ver: Salvia